# Francesco Saverio di Sassonia
Francesco Saverio di Sassonia (Dresda, 25 agosto 1730 – Dresda, 21 giugno 1806) è stato un principe tedesco e membro della Casata di Wettin.
Dal 1756 al 1763 fu comandante dell'esercito sassone nella Guerra dei Sette anni. Combattendo al fianco dei francesi, venne nominato il 12 agosto 1758 alla carica di tenente generale e maresciallo da re Luigi XV. Dal 1763 al 1768, fu reggente dell'elettorato di Sassonia in nome di suo nipote Federico Augusto III di Sassonia, fratello della delfina Maria Giuseppa, zio dei re Luigi XVI, Luigi XVIII e Carlo X nonché dei re Carlo IV di Spagna e Ferdinando IV di Napoli, oltre che dell'imperatrice Maria Luisa. Suo fratello Alberto di Sassonia-Teschen, cognato della regina francese Maria Antonietta, fu governatore dei Paesi Bassi austriaci, mentre suo fratello Clemente Venceslao di Sassonia fu principe-arcivescovo di Treviri.

## Biografia

### I primi anni e l'infanzia solitaria

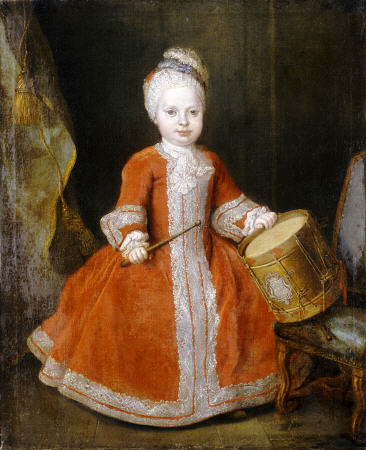
Francesco Saverio di Sassonia infante

Francesco Saverio, principe di Sassonia, nacque a Dresda il 25 agosto 1730. Era il quarto figlio, ma il secondo di quelli sopravvissuti sino all'età adulta, di Augusto III, elettore di Sassonia e re di Polonia, e di sua moglie l'arciduchessa Maria Giuseppa d'Austria, figlia dell'imperatore Giuseppe I del Sacro Romano Impero. Secondo il suo futuro aiutante di campo generale della Martange, Francesco Saverio era il meno amato tra i suoi fratelli e sorelle e per questo ricevette un'istruzione non particolarmente curata dal suo tutore Bellegarde. Trascorse i primi anni nel palazzo sassone di Varsavia con una giovinezza che ricorda molto da vicino quella di Luigi XIII di Francia. Questa infanzia probabilmente contribuì a sviluppare in lui un carattere timido ed introverso, unitamente a modi goffi
Respinto dalla principessa Adelaide di Francia con la quale lo si voleva far maritare, Francesco Saverio venne per contro costretto dal padre a rappresentarlo nell'udienza pubblica del 7 gennaio 1747 nella quale gli ambasciatori francesi di Luigi XV chiesero ufficialmente la mano di sua sorella Maria Giuseppa di Sassonia per il delfino Luigi Ferdinando.

### La carriera militare in Francia
Nove anni più tardi ebbe inizio la Guerra dei Sette anni, nella quale la Sassonia si trovò implicata dalla parte della Francia e Francesco Saverio chiese a suo padre il permesso di prendervi parte per contrastare la Prussia. Augusto III glielo accordò nel 1756 e gli affidò il comando del futuro corpo sassone al servizio del re di Francia. All'inizio di giugno, gli venne predisposto un appartamento personale nel Palazzo delle Tuileries a Parigi, ove prese residenza col titolo di conte di Lusazia per evitare problemi di protocollo. Luigi XV ricevette il principe di Sassonia il 14 giugno successivo alla Reggia di Versailles, occasione nella quale egli venne ufficialmente presentato alla corte.
Il principe di Sassonia venne quindi destinato a seguire l'armata del Basso Reno. Il 30 settembre, venne nominato tenente generale delle armate del re di Francia, dopo essersi distinto nelle vittorie di Lutzelberg, a fianco del principe Carlo di Rohan-Soubise il 10 ottobre, di Bergen il 3 aprile 1759, e della Minden il 1 agosto, come pure ebbe a distinguersi per valore personale al punto che il maresciallo de Broglie nel 1760 lo nominò comandante di una delle sue riserve, composte da 10.000 soldati sassoni e da disertori dell'esercito prussiano. Fu alla testa del proprio corpo d'armata nell'assedio di Kassel del marzo del 1761.

### Reggente di Sassonia

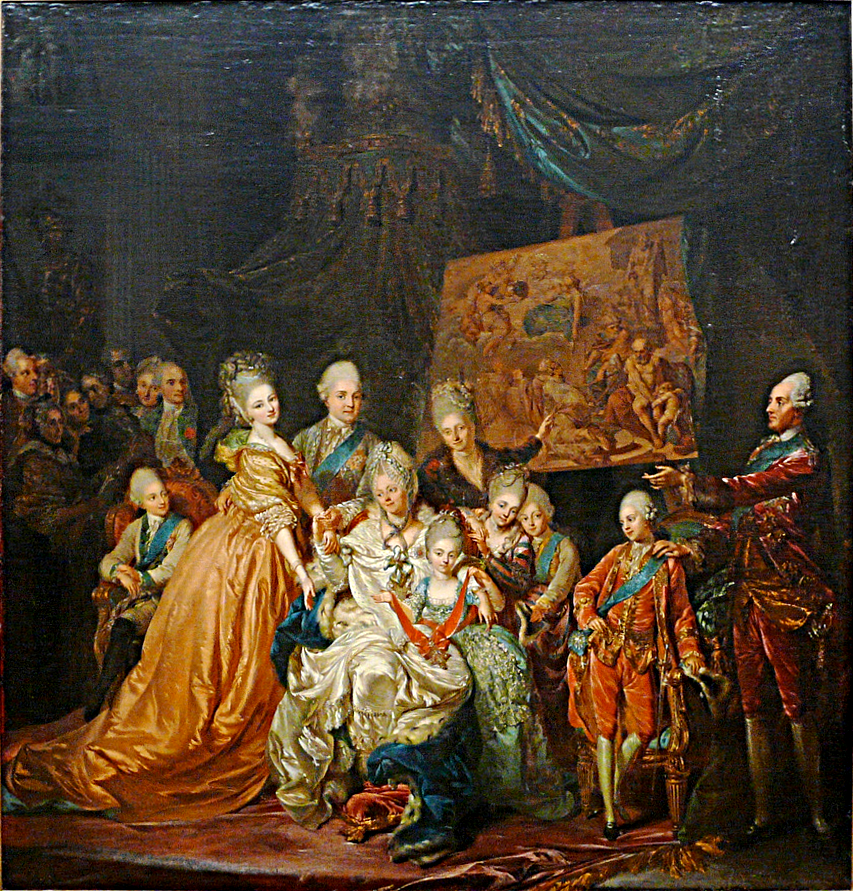
Francesco Saverio (ultimo a destra) con la famiglia reale di Sassonia nel 1763

Il fratello maggiore, l'elettore Federico Cristiano di Sassonia, morì il 17 dicembre 1763 dopo un regno di solo 74 giorni; Francesco Saverio venne quindi incaricato di assumere la reggenza dell'Elettorato, assieme alla cognata, l'elettrice madre Maria Antonia di Baviera, per conto del nipote tredicenne, salito al trono come Federico Augusto III. In quanto co-reggente, Francesco Saverio continuò così le riforme razionalistiche iniziate dal fratello defunto.
Durante questo periodo, Francesco Saverio portò avanti anche una serie di riforme importanti come, il 6 febbraio 1764, l'istituzione della Accademia di Arti Visive di Lipsia che oggi è una delle più antiche e importanti scuole d'arte in Germania. Il principe Francesco Saverio ne rimase il fondatore, mentre la direzione dell'istituzione venne affidata al pittore
Su proposta dei suoi consiglieri Friedrich Wilhelm von Oppel, Carl-Wilhelm e Friedrich Anton von Heynitz, Francesco Saverio fondò nel 1765 la Scuola d'arte mineraria di Freiberg (Kurfürstlich-Sächsische Bergakademie zu Freiberg) che è la più antica istituzione di ingegneria della Germania. Tale attenzione nei riguardi delle risorse minerarie si dovette in particolare alla sconfitta subita nella Guerra dei Sette anni nella quale il regno di Sassonia cercò di aumentare le proprie risorse interne per far fronte al pagamento delle indennità di guerra imposte dalla Prussia.
Nell'ottobre 1765 Francesco Saverio rinunciò formalmente, in nome del giovane Elettore, alla corona polacca in favore di Stanislao II Augusto Poniatowski, come richiesto dal trattato firmato tra Prussia e Russia l'11 aprile 1764; questo avvenne contro i desideri della madre del ragazzo, la quale era intenzionata pure a dividere le due corone, cedendo così il trono polacco a Francesco Saverio. Durante la reggenza, Francesco Saverio tentò di introdurre un programma di riforma dell'esercito sassone, basandosi sul modello prussiano di Federico il Grande: questo suo intento lo portò ad entrare in conflitto con i conservatori della regione, che si rifiutarono veementemente di implementare le sue proposte a causa delle grandi spese associate alla riorganizzazione.
In osservanza delle regole imposte con la Bolla d'oro del 1356, la reggenza di un elettore minorenne terminava nel momento in cui esso avesse raggiunto i diciotto anni d'età; fu così che nel 1768 l'elettore Federico Augusto III venne proclamato uomo adulto e quindi Francesco Saverio terminò le sue funzioni di reggente.

### Il matrimonio segreto, l'esilio ed il ritorno in Sassonia

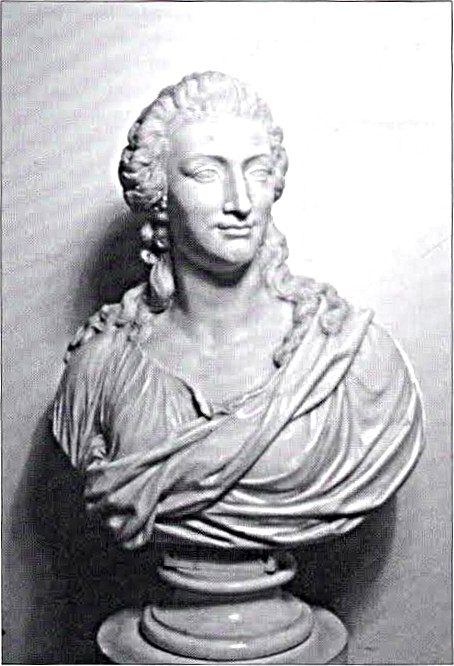
Busto di Chiara Spinucci.

Il 9 marzo 1765, a Dresda, Francesco Saverio di Sassonia sposò morganaticamente una dama di compagnia italiana della cognata, l'elettrice madre Maria Antonia, la contessa Chiara Spinucci.
Da questa unione, seppur segreta, nacquero due gemelli il 27 marzo 1766: Chiara di Sassonia, che morì poco dopo la nascita, e Luigi. Giuseppe nacque il 23 agosto 1767 ed Elisabetta il 22 ottobre 1768. Alla corte di Dresda, lo scandalo divenne sempre più grosso ed irreparabile, fomentato dal fatto che tutti sapevano anche se nessuna ufficializzazione era stata data al fatto. Alla fine il principe di Sassonia venne costretto a lasciare la capitale sassone e si trasferì dapprima a Monaco di Baviera, poi nel suo palazzo di Zabeltitz ed infine si portò in Svizzera ed in Italia, accompagnato dalla moglie e da alcuni ufficiali, lasciando i suoi figli in Sassonia. Pensò di stabilirsi a Roma, ma i suoi consiglieri gli ricordarono che la città da sempre era stato "scoglio degli eroi e tomba della loro gloria", fatto che lo fece desistere. Nel 1769 Francesco Saverio prese la decisione di trasferirsi con la sua famiglia in Francia, dove aveva vissuto la sorella minore, la delfina Maria Giuseppina, morta due anni prima. Rimase in Francia per circa vent'anni utilizzando il titolo di conte di Lusazia (Comte de Lusace in francese o Gräf von der Lausitz in tedesco).

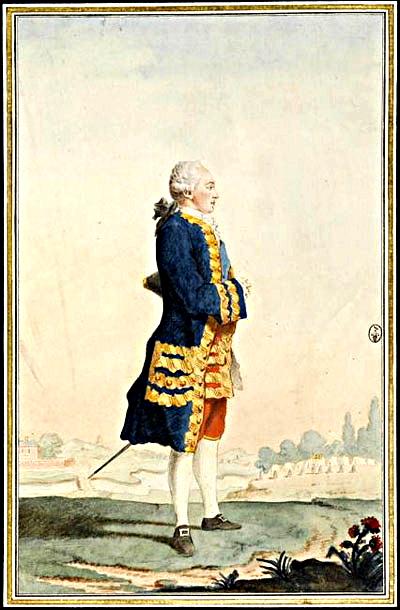
Il conte di Lusazia ed il castello di Chaumot da lui acquistato nel 1771

Il 22 ottobre 1771, Francesco Saverio acquistò da Maddalena Delpech, figlia di un consigliere del re, diverse signorie feudali tra cui Villeneuve-le-Roi (oggi Villeneuve-sur-Yonne), il castello di Chaumot, il castello di Mardelin, il piccolo castello di Frileux oltre a varie case, locande, stagni, boschi e terreni. Secondo quando riportato dagli storici Mathieu Couty e Patricia Colfort, la popolazione di Chaumot dal 1771 aumentò del 25% per abitanti di lingua tedesca dal momento che il principe portò con sé una corte di 120 persone dalla Sassonia e 60 cavalli, inaugurando tra l'altro dei lavori di restauro grazie agli architetti Boulcier e Jacques-Guillaume Legrand, avviando tra le altre cose la costruzione di un piccolo teatro di corte e del parco monumentale. Qui egli accolse la raccolta di migliaia di manoscritti del padre gesuita Augustin Barruel, futuro tutore dei giovani principi di Sassonia a Chaumot (oggi conservati presso la Bibliothèque Mazarine).
Le principesse Beatrice e Cunegonda di Sassonia nacquero al castello e vennero battezzate nella locale cappella di Santa Maria Maddalena, occasione nelle quali il principe di Sassonia fece dono di una pala d'altare alla chiesa parrocchiale di Villeneuve-le-Roi. Il medico chirurgo Seyffert, medico del castello di Versailles e futuro medico personale di Francesco Saverio al castello di Chaumot, salvò la principessa di Lamballe da una grave malattia ed ottenne così la protezione della futura regina Maria Antonietta oltre ad una notevole reputazione.
Il principe di Sassonia si trovò così a poter ospitare al proprio castello alcuni tra i personaggi più in vista della corte francese dell'epoca, dal cardinale de Bernis al duca di Mortemart e per questo trovò propizio il momento per acquistare anche un hôtel particulier a Parigi, edificio che divenne noto come hôtel de Saxe (futuro hôtel Sebastiani), vicino all'attuale Palazzo dell'Eliseo che venne raso al suolo il 9 luglio 1851 per permettere l'apertura dell'attuale rue de l'Élysée.
Nel 1774, assistette all'agonia di re Luigi XV e nel 1775 all'incoronazione di suo nipote Luigi XVI. Accettò nel 1775 il possedimento del castello di Pont-le-Roi nella regione dello Champagne, dove intraprese dei lavori di restauro, ponendo qui la sua collezione di porcellane di Meissen e di flauti traversi che egli stesso sapeva suonare.
Il 1777 fu l'anno in cui venne inoltre pubblicamente annunciata e legittimizzata l'unione tra Francesco Saverio e sua moglie Chiara e re Luigi XVI in persona si impegnò per tale scopo, legittimando quindi anche i figli avuti dalla coppia. Il titolo di contessa di Lusazia (o von Lausitz) venne conferito alla sposa morganatica del principe come pure ai suoi figli.
Francesco Saverio e la sua famiglia, nel 1789, decisero di fuggire dalla Francia all'inizio della rivoluzione francese e si trasferirono definitivamente a Roma, godendo della protezione dei papi. Dopo la morte della moglie, avvenuta nel 1792, rimase nella città eterna per alcuni anni, per poi ritornare in Sassonia e stabilirsi nel castello Zabeltitz, dove visse fino alla sua morte, avvenuta all'età di settantacinque anni.

### L'esilio in Italia

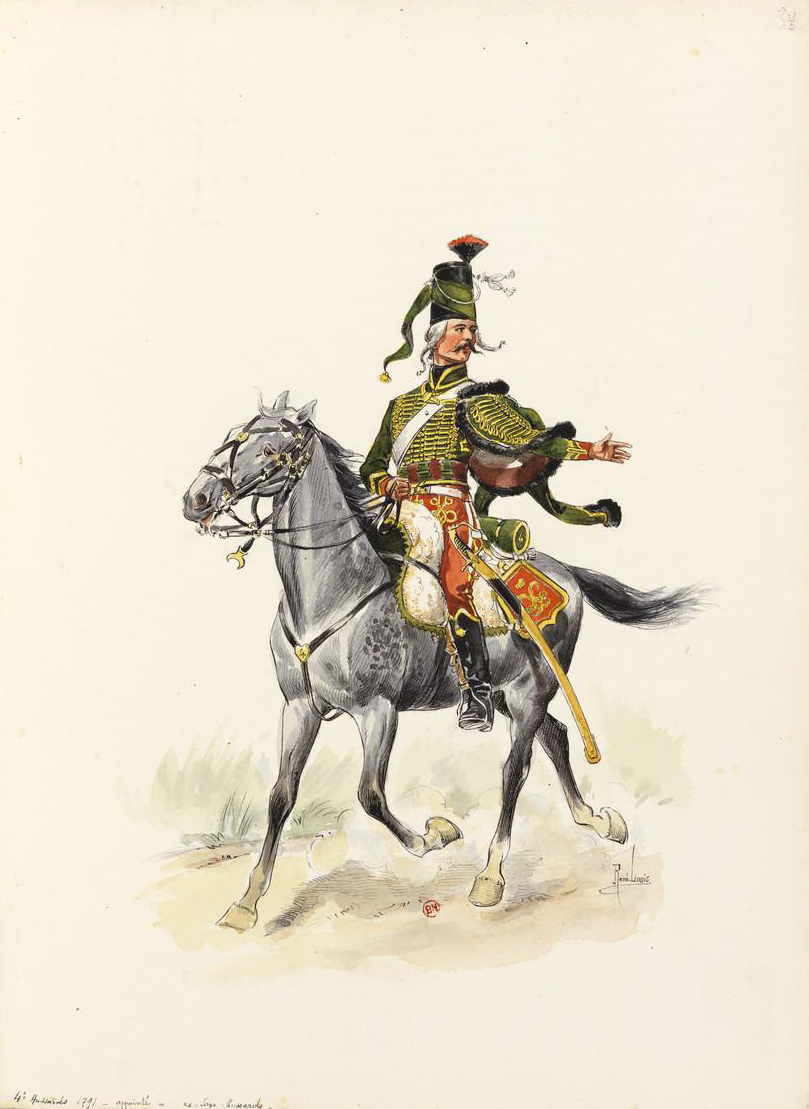
Ussaro del 4º reggimento degli ussari di Francesco Saverio di Sassonia, 1791

Il 14 luglio 1789, il giorno della Presa della Bastiglia, Elisabetta, figlia del principe, fu la prima della famiglia di Sassonia in esilio a fuggire da Parigi con suo marito il duca d'Esclignac, portandosi a Vitoria-Gasteiz nella provincia d'Alava in Spagna ove giunsero il 2 ottobre 1790. Il principe Francesco Saverio, che era giunto il 5 luglio alla stazione termale di Cauterets (frontiera spagnola) con sua moglie, un ciambellano e qualche domestico per le cure stagionali, fece ritorno a Pont-sur-Seine il 4 settembre dopo aver ricevuto via lettera tutte le inquietudini che minavano l'animo di suo figlio Giuseppe. La situazione si fece di giorno in giorno più insostenibile ed il 31 dicembre 1790 il principe Francesco Saverio decise di lasciare definitivamente la Francia alla volta di Roma ove giunse nel gennaio del 1791, abbandonando tutti i suoi beni in Francia che dall'anno successivo vennero confiscati dalla Prima Repubblica francese.
La contessa di Lusazia si rifugiò nel palazzo dei suoi antenati a Fermo coi suoi figli e sei domestici, mentre il principe di Sassonia con suo figlio Giuseppe, protetti da papa Pio VI, alloggiarono a Palazzo Farnese con altri principi esiliati tra cui le principesse Vittoria ed Adelaide di Francia. Il 1 marzo 1789 il principe aveva accettato di divenire colonnello di un reggimento francese di ussari che venne rinominato régiment de Saxe Hussards. Il 4 maggio 1792, fece emigrare quasi la totalità degli uomini del suo reggimento a Roma, incorporandolo poi nell'Armée des princes émigrés, e poi nella legione Kellermann, ad eccezione del 4º squadrone che preferì mantenersi fedele alla Prima repubblica francese. Il 28 maggio 1792 ricostituì il 4º squadrone con 88 uomini provenienti dalla Francia.
La contessa di Lusazia, di salute fragile, morì a Porto San Giorgio nei presso di Fermo nel novembre del 1792 ed il marito commissionò al celebre scultore Domenico Cardelli l'esecuzione di un grandioso monumento funebre ancora oggi visibile nella chiesa cattedrale di Fermo contraddistinto da un busto marmoreo della defunta.

### Gli ultimi anni

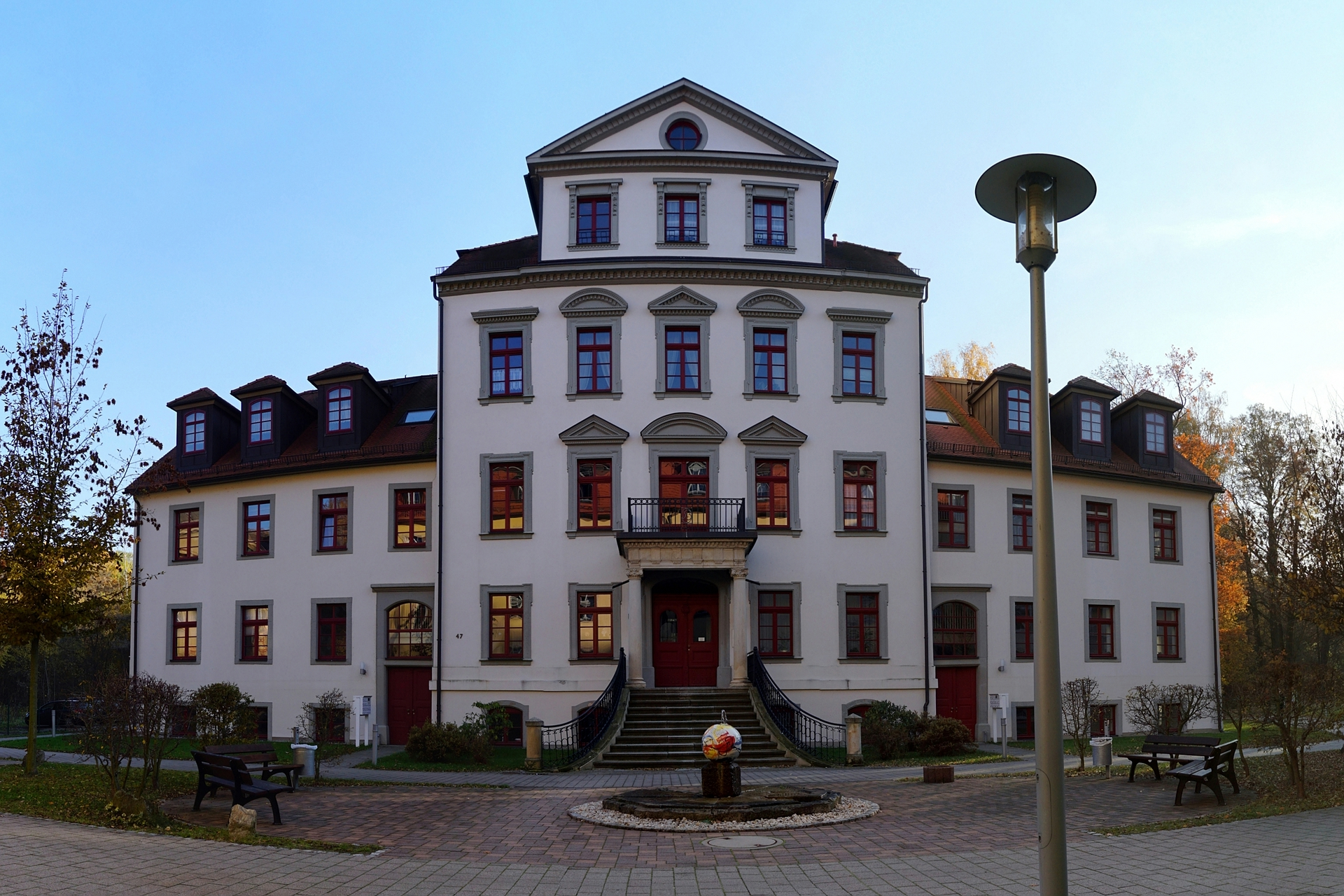
Il luogo della prima filanda finanziata dal principe di Sassonia e costruita l'anno della sua morte a Chemnitz.

Dopo aver maritato gran parte delle proprie figlie a membri della nobiltà romana, il principe di Sassonia lasciò definitivamente l'Italia per Dresda nell'aprile del 1796 dopo il matrimonio di sua figlia Cristina Sabina con Massimiliano Camillo VIII Massimo, I principe di Arsoli, unione dalla quale nascerà tra gli altri il futuro cardinale Francesco Saverio Massimo.
Il 6 novembre 1798, l'elettore Federico Augusto di Sassonia concesse a due mercanti locali, Carl Friedrich Bernhard e Johann August de Bugenhagen, l'autorizzazione di aprire a Harthau (sobborgo a sud di Chemnitz, a sud-ovest di Dresda) un opificio meccanizzato per la filatura. Fu questa una delle prime imprese nel settore industriale moderno in Sassonia e la seconda in Germania nel campo. Francesco Saverio, patrono delle scienze, si fece investitore ed organizzatore di questa impresa.

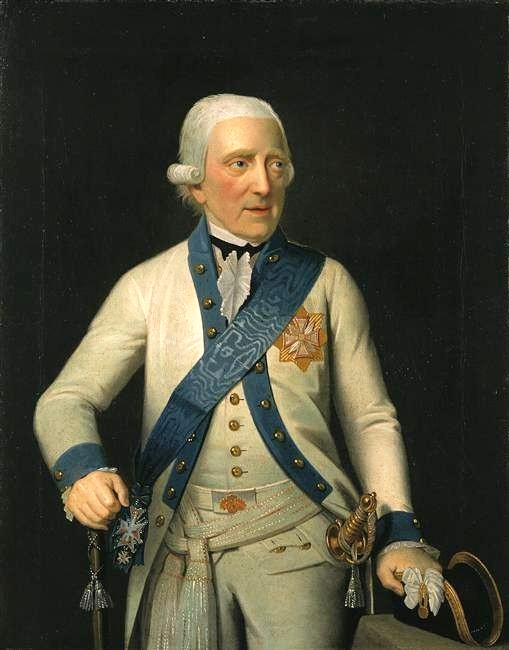
Il principe Francesco Saverio ritratto in tarda età.

Il 15 ottobre 1793, il duca Raffaele Riario-Sforza, figlio del duca Nicola Riario-Sforza, sposò la principessa Beatrice di Sassonia nella sua residenza di Montepeloso, ad Irsina. Il giovane duca si recò con la moglie a festeggiare il Natale presso i suoceri a Dresda nel 1797 ma morì improvvisamente il 24 dicembre di quello stesso anno.
Giovanni Riario-Sforza, fratello di Raffaele, secondo le leggi vigenti, venne dichiarato erede e successore di suo fratello in quanto maschio della casata dei Riario-Sforza, ma Giuseppe di Sassonia, figlio di Francesco Saverio, riuscì a perorare la causa della sorella e della nipote Giovanna per farle riconoscere legittime eredi di suo cognato il 28 ottobre 1799. Tali argomentazioni, addotte da Giuseppe di Sassonia in un memoriale indirizzato poi a re Ferdinando I delle Due Sicilie, si avvalevano inoltre del fatto che Giovanni Riario-Sforza, avesse abbracciato la causa napoleonica a danno dei Borboni di Napoli prendendo parte alla campagna d'Italia di Napoleone.

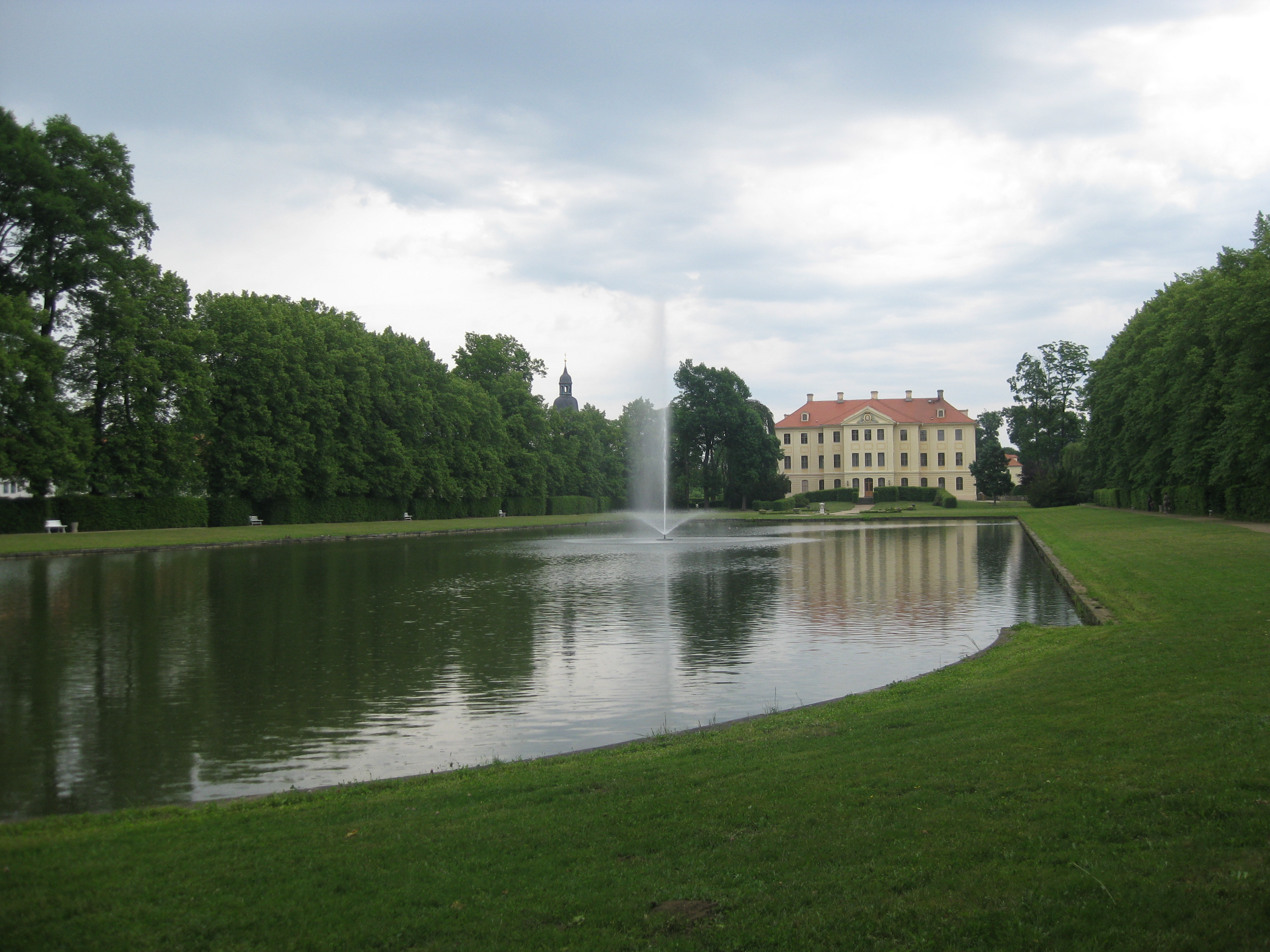
Il giardino inglese della residenza di Zabeltitz creato su disegno di Francesco Saverio di Sassonia

Nel 1802, il principe Ščerbatov proferì degli insulti contro Giuseppe mentre questi era in soggiorno in Russia ed il cavaliere di Sassonia chiese riparazione: nel corso del duello che si tenne a Teplice, il principe Ščerbatov ebbe la meglio sul principe di Sassonia.
Con la morte del cavaliere di Sassonia nel 1802, la marchesa di Corleto si trovò di colpo sprovvista del proprio avvocato ed il processo terminò nel 1803 con un accordo tra le due parti. Liberato dalla prigione a Napoli, Giovanni Riario-Sforza convinse Beatrice a sposare suo figlio Raffaele con sua figlia Giovanna, entrambi primi cugini. Il matrimonio così riportò l'armonia nella famiglia Riario-Sforza. Quando Raffaele morì poco dopo, Giovanna si sposò col feldmaresciallo austriaco Laval Nugent de Westmeath.
Per l'amnistia del 1802, Napoleone eliminò il principe Francesco Saverio di Sassonia dalla lista degli émigrés e gli restituì tutti i beni che il governo rivoluzionario gli aveva sequestrato ai tempi della Rivoluzione e non ancora venduti, tra cui il castello di Chaumot che però ormai appariva ridotto in rovina. Per l'età ormai avanzata, Francesco Saverio decise di ritirarsi definitivamente nel suo palazzo di Zabeltitz dove si dedicò alla riprogettazione del giardino all'inglese, morendovi il 21 giugno 1806, all'età di 75 anni.

## Matrimonio e figli
Francesco Saverio e la moglie Chiara Spinucci ebbero dieci figli, conosciuti come conti e contesse di Lusazia, ma solo sei sopravvissero fino all'età adulta:
- Ludovico Ruperto Giuseppe Saverio (Dresda, 27 marzo 1766 – Pont-sur-Seine, 22 agosto 1782);
- Clara Maria Augusta Beatrice (Dresda, 27 marzo 1766 – Dresda, 18 novembre 1766), gemella di Ludovico;
- Giuseppe Saverio Carlo Raffaele Filippo Benno (Dresda, 23 agosto 1767 – Teplice, 26 giugno 1802), chiamato Le Chevalier de Saxe, morì in duello contro il principe russo Nicola Ščerbatov;
- Elisabetta Ursula Anna Cordula Saveria (Dresda, 22 ottobre 1768 – Dresda, 3 maggio 1844), conosciuta come Mademoiselle de Saxe; l'8 novembre 1787 sposò Henri de Preissac, duca d'Esclignac;
- Maria Anna Violante Caterina Marta Saveria (Siena, 20 ottobre 1770 – Roma, 24 dicembre 1845), il 15 ottobre 1793 sposò don Paluzzo Altieri, V principe di Oriolo;
- Beatrice Maria Francesca Brigitta (Chaumot, 1º febbraio 1772 – Dresda, 6 febbraio 1806), sposò il 18 febbraio 1794 don Raffaele Riario-Sforza, marchese di Corleto;
- Cunegonda Anna Elena Maria Giuseppa (Chaumot, 18 marzo 1774 – Roma, 18 ottobre 1828), nel 1795 sposò il marchese Giovanni Patrizi Naro Montoro;
- Maria Cristina Sabina (Pont-sur-Seine, 30 dicembre 1775 – Roma, 20 agosto 1837), il 24 marzo 1796 sposò don Massimiliano Camillo VIII Massimo, I principe di Arsoli;
- figlio nato morto (Pont-sur-Seine, 22 dicembre 1777);
- Cecilia Maria Adelaide Augustina (Pont-sur-Seine, 17 dicembre 1779 – Pont-sur-Seine, 24 giugno 1781).

Quando Francesco Saverio morì, tutti i suoi figli maschi gli erano premorti e pertanto egli pensò di nominare suo erede il barone Camille de Seebach, rappresentante del governo sassone, al quale fu consegnato tutto il restante della fortuna del principe. Il barone Louis Jacques Thénard acquistò con atti del 1830 e del 13 febbraio e 16 agosto 1831 una serie di lotti derivanti dalla vendita del 29 aprile 1809 compiuta dalle figlie del principe sul possedimento del castello di Chaumot ormai in rovina, mentre altri possedimenti finirono venduti il 4 febbraio 1818 al banchiere Casimir Perier (acquirente anche il dominio di Pont-sur-Seine) in società coi commercianti Barry Claude e Nicolas Joseph Cornisset-Després. Il barone Thenard fece costruire un nuovo maniero a Chaumot sulle rovine del castello locale.

## Ascendenza
|                                              |                      |                                           | Genitori                                |  |  | Nonni |  |  | Bisnonni                         |  |  | Trisnonni                       |  |
|                                              |                      |                                           |                                         |  |  |       |  |  | Giovanni Giorgio III di Sassonia |  |  | Giovanni Giorgio II di Sassonia |  |
|                                              |                      |                                           |                                         |  |  |       |  |  | Giovanni Giorgio III di Sassonia |  |  | Giovanni Giorgio II di Sassonia |  |
|                                              |                      | Maddalena Sibilla di Brandeburgo-Bayreuth |                                         |  |  |       |  |  | Giovanni Giorgio III di Sassonia |  |  |                                 |  |
| Augusto II di Polonia                        |                      |                                           |                                         |  |  |       |  |  | Giovanni Giorgio III di Sassonia |  |  |                                 |  |
|                                              |                      | Anna Sofia di Danimarca                   | Federico III di Danimarca               |  |  |       |  |  |                                  |  |  |                                 |  |
|                                              |                      | Anna Sofia di Danimarca                   | Federico III di Danimarca               |  |  |       |  |  |                                  |  |  |                                 |  |
|                                              |                      | Anna Sofia di Danimarca                   | Sofia Amelia di Brunswick e Lüneburg    |  |  |       |  |  |                                  |  |  |                                 |  |
| Augusto III di Polonia                       |                      | Anna Sofia di Danimarca                   |                                         |  |  |       |  |  |                                  |  |  |                                 |  |
|                                              |                      | Cristiano Ernesto di Brandeburgo-Bayreuth | Ermanno Augusto di Brandeburgo-Bayreuth |  |  |       |  |  |                                  |  |  |                                 |  |
|                                              |                      | Cristiano Ernesto di Brandeburgo-Bayreuth | Ermanno Augusto di Brandeburgo-Bayreuth |  |  |       |  |  |                                  |  |  |                                 |  |
|                                              |                      | Cristiano Ernesto di Brandeburgo-Bayreuth | Sofia di Brandeburgo-Ansbach            |  |  |       |  |  |                                  |  |  |                                 |  |
| Cristiana Eberardina di Brandeburgo-Bayreuth |                      | Cristiano Ernesto di Brandeburgo-Bayreuth |                                         |  |  |       |  |  |                                  |  |  |                                 |  |
|                                              |                      | Sofia Luisa di Württemberg                | Eberardo III di Württemberg             |  |  |       |  |  |                                  |  |  |                                 |  |
|                                              |                      | Sofia Luisa di Württemberg                | Eberardo III di Württemberg             |  |  |       |  |  |                                  |  |  |                                 |  |
|                                              |                      | Sofia Luisa di Württemberg                | Anna Caterina Dorotea di Salm-Kyrburg   |  |  |       |  |  |                                  |  |  |                                 |  |
| Francesco Saverio di Sassonia                |                      | Sofia Luisa di Württemberg                |                                         |  |  |       |  |  |                                  |  |  |                                 |  |
|                                              | Leopoldo I d'Asburgo | Ferdinando III d'Asburgo                  |                                         |  |  |       |  |  |                                  |  |  |                                 |  |
|                                              | Leopoldo I d'Asburgo | Ferdinando III d'Asburgo                  |                                         |  |  |       |  |  |                                  |  |  |                                 |  |
|                                              | Leopoldo I d'Asburgo | Maria Anna di Spagna                      |                                         |  |  |       |  |  |                                  |  |  |                                 |  |
| Giuseppe I d'Asburgo                         | Leopoldo I d'Asburgo |                                           |                                         |  |  |       |  |  |                                  |  |  |                                 |  |
|                                              |                      | Eleonora del Palatinato-Neuburg           | Filippo Guglielmo del Palatinato        |  |  |       |  |  |                                  |  |  |                                 |  |
|                                              |                      | Eleonora del Palatinato-Neuburg           | Filippo Guglielmo del Palatinato        |  |  |       |  |  |                                  |  |  |                                 |  |
|                                              |                      | Eleonora del Palatinato-Neuburg           | Elisabetta Amalia d'Assia-Darmstadt     |  |  |       |  |  |                                  |  |  |                                 |  |
| Maria Giuseppa d'Austria                     |                      | Eleonora del Palatinato-Neuburg           |                                         |  |  |       |  |  |                                  |  |  |                                 |  |
|                                              |                      | Giovanni Federico di Brunswick-Lüneburg   | Giorgio di Brunswick-Lüneburg           |  |  |       |  |  |                                  |  |  |                                 |  |
|                                              |                      | Giovanni Federico di Brunswick-Lüneburg   | Giorgio di Brunswick-Lüneburg           |  |  |       |  |  |                                  |  |  |                                 |  |
|                                              |                      | Giovanni Federico di Brunswick-Lüneburg   | Anna Eleonora di Assia-Darmstadt        |  |  |       |  |  |                                  |  |  |                                 |  |
| Guglielmina Amalia di Brunswick-Lüneburg     |                      | Giovanni Federico di Brunswick-Lüneburg   |                                         |  |  |       |  |  |                                  |  |  |                                 |  |
|                                              |                      | Benedetta Enrichetta del Palatinato       | Edoardo del Palatinato-Simmern          |  |  |       |  |  |                                  |  |  |                                 |  |
|                                              |                      | Benedetta Enrichetta del Palatinato       | Edoardo del Palatinato-Simmern          |  |  |       |  |  |                                  |  |  |                                 |  |
|                                              |                      | Benedetta Enrichetta del Palatinato       | Anna Maria di Gonzaga-Nevers            |  |  |       |  |  |                                  |  |  |                                 |  |
|                                              |                      | Benedetta Enrichetta del Palatinato       |                                         |  |  |       |  |  |                                  |  |  |                                 |  |